# Albrecht Holder
Albrecht Holder (* 24. August 1958 in Reutlingen) ist ein deutscher Fagottist und Hochschullehrer.

## Leben
Holder erhielt seinen ersten Fagottunterricht bei Siegfried Jerusalem und studierte Fagott bei Herrmann Herder an der Musikhochschule Stuttgart und bei William Waterhouse am Royal Northern College of Music in Manchester.
Er war Solofagottist der Stuttgarter Philharmoniker sowie Mitglied in den Festspielorchestern der Bayreuther Festspiele und der Ludwigsburger Schlossfestspiele. 1996 wurde er zum Professor für Fagott an der Hochschule für Musik Würzburg ernannt und unterrichtete ab 2011 am Conservatorium Maastricht.
Zusammen mit Bodo Koenigsbeck gab er eine Fagottschule für Kinder heraus.

## Diskografie (Auswahl)
- Bassoon Concertos from the Courts of Baden and Württemberg. Naxos 1996.
- Franz Danzi: Fagottkonzerte. Naxos 1999.
- Antonio Rosetti: Bassoon Concertos. Naxos 2003.